# Wahrheitskommission Liberia
Die Wahrheitskommission Liberia – offizielle Bezeichnung: The Truth and Reconciliation Commission of Liberia (TRC) – wurde im Mai 2005 vom liberianischen Parlament eingesetzt. Ähnlich wie die Südafrikanische Wahrheitskommission entstand die liberianische Kommission mit dem Ziel, Menschenrechtsverletzungen aus der Zeit des Liberianischen Bürgerkrieges zwischen Januar 1979 und August 2003 aufzuklären und strafrechtlich zu verfolgen. Das Mandat dient satzungsgemäß der „Förderung des nationalen Friedens, der Sicherheit, der Einheit und der Versöhnung“. Geleitet wurde die Kommission von den liberianischen Menschenrechtsaktivisten Jerome J. Verdier und Dede Dolopei.

## Mitglieder
Die Mitglieder der TRC wurden im Herbst 2005 in einem landesweit durchgeführten Auswahlverfahren unter Vorsitz der Westafrikanischen Wirtschaftsgemeinschaft (ECOWAS) vorgestellt und nominiert. Das Mandat der Kommission wurde auf eine Dauer von zwei Jahren begrenzt.
Die liberianische Regierung Ellen Johnson Sirleaf berief 10 Mitglieder in die TRC:
- Jerome J. Verdier als Vorsitzender
- Dede Dolopei, als stellvertretende Vorsitzende
- Oumu K. Syllah als Schatzmeister
- Bishop Arthur F. Kulah
- Sheikh Kafumba F. Konneh
- Pearl Brown Bull
- Gerald B. Coleman
- John H. T. Stewart
- Massa Washington
- Henrietta Joy Abena Mensa Bonsu

## Ergebnisse
Der Abschlussbericht wurde am 1. Juli 2009 veröffentlicht und umfasst zwei Bände. Im ersten Band werden die Arbeitsgrundlagen der TRC beschrieben, die Auswahlkriterien für die Mitglieder, die nationalen und völkerrechtlichen Gesetzesgrundlagen, Definitionen und Begriffsfestlegungen, Archivalien, die als Arbeitsgrundlage bestimmt wurden, dieser Band umfasst 107 Seiten.
Der zweite Band enthält eine ausführliche Darstellung der liberianischen Geschichte, der Arbeit der TRC Kommission und weiterer Organisationen, welche die Folgen des Bürgerkrieges untersuchen, sowie Übersichten zu den Ergebnissen der Untersuchungen. Dieser Band umfasst 384 Seiten. Es enthält eine Liste von 54 Namen, die wegen ihrer Beteiligung an Verbrechen in der Zeit des Bürgerkrieges geächtet werden. Diese Personen dürfen für einen Zeitraum von dreißig Jahren keine öffentlichen Ämter in Liberia einnehmen oder sich zur Wahl stellen.
In Reaktion auf einen für sie kritischen Abschnitt des Berichtes bedauerte die regierende Präsidentin Johnson-Sirleaf am 26. Juli 2009 ihre zeitweise Unterstützung des ehemaligen Präsidenten Charles Taylor und fügte (sinngemäß) hinzu: „als mir die wahre Natur des Mr. Taylor und seine Absichten bewusst wurden, gab es keinen leidenschaftlicheren Kritiker und Gegner im demokratischen Prozess als mich!“